# Dystasia valida
Dystasia valida es una especie de escarabajo longicornio del género Dystasia, familia Cerambycidae. Fue descrita científicamente por Breuning en 1937.
Habita en Malasia (isla de Borneo y Sarawak). Los machos y las hembras miden aproximadamente 19 mm.